# Alfonso Sastre
Pour les articles homonymes, voir Sastre.
Alfonso Sastre Salvador (né à Madrid le 20 février 1926 et mort à Fontarrabie le 17 septembre 2021) est un écrivain, dramaturge, essayiste et scénariste espagnol, l'un des principaux représentants de la « Génération de 50 », lauréat du Prix national du théâtre en 1986 et du prix national de littérature dramatique en 1993. 
Sa carrière personnelle se caractérise par son engagement politique et social et par la dénonciation du régime franquiste jusqu'à la fin de la dictature. Depuis le début des années 1970, il participe de manière significative au soutien de la gauche nationaliste basque.

## Œuvre

### Théâtre
- Uranio 235 (1946)
- Cargamento de sueños (1949)
- Prólogo patético (1950)
- El cubo de la basura (1951)
- Escuadra hacia la muerte (1953)
- El pan de todos (1953)
- La mordaza (1954)
- Tierra roja (1954)
- Ana Kleiber (1955)
- La sangre de Dios (1955)
- Muerte en el barrio (1955)
- Guillermo Tell tiene los ojos tristes (1955)
- El cuervo (1956)
- Asalto nocturno (1959)
- En la red (1959)
- La cornada 1959
- Oficio de tinieblas (1962)
- El circulito de tiza o Historia de una muñeca abandonada (1962)
- M.S.V. o La sangre y la ceniza (1965)
- El banquete (1965)
- La taberna fantástica (1966)
- Crónicas romanas, (1968)
- Melodrama (1969)
- Ejercicios de terror (1970)
- Askatasuna (1971)
- Las cintas magnéticas (1971)
- El camarada oscuro (1972)
- Ahola no es de leíl (1974)
- Tragedia fantástica de la gitana Celestina (1978)
- Análisis de un comando (1978)
- El hijo único de Guillermo Tell (1980)
- Aventura en Euskadi (1982)
- Los hombres y sus sombras (1983)
- Jenofa Juncal (1983)
- El viaje infinito de Sancho Panza (1984)
- El cuento de la reforma (1984)
- Los últimos días de Emmanuel Kant (1985)
- La columna infame (1986)
- Revelaciones inesperadas sobre Moisés (1988)
- Demasiado tarde para Filoctetes (1989)
- Drama titulado A (1990)
- ¿Dónde estás, Ulalume, dónde estás? (1990)
- Teoría de las catástrofes (1993)
- Lluvia de ángeles sobre París (1994)
- Los crímenes extraños (1996)
- ¡Han matado a Prokopius!
- Crimen al otro lado del espejo
- El asesinato de la luna llena
- Alfonso Sastre se suicida (1997)
- Drama titulado No (2001)

### Théorie
- Drama y sociedad, Madrid, Taurus, 1956.
- Anatomía del realismo, Barcelone, Seix Barral, 1965.
- La revolución y la crítica de la cultura, Barcelone, Grijalbo, 1970.
- Crítica de la imaginación, Barcelone, Grijalbo 1978.
- Lumpen, marginación y jerigonça, Madrid, Legasa, 1980.
- Escrito en Euskadi, Madrid, Revolución, 1982
- Prolegómenos a un teatro del porvenir, Bilbao, Éd. Hiru, 1992
- ¿Dónde estoy yo?, Fuenterrabía, Hiru, 1994
- El drama y sus lenguajes I, Fuenterrabía, Hiru, 2000.
- Las dialécticas de lo imaginario (2000).
- El drama y sus lenguajes II, Fuenterrabía, Hiru 2001.
- Los Intelectuales y la Utopía, Madrid, Debate, 2002
- Ensayo sobre lo cómico, Fuenterrabía, Hiru, 2002.
- Limbus o los títulos de la Nada, Fuenterrabía, Hiru, 2002.
- La batalla de los intelectuales, Cuba, 2003.
- Manifiesto contra el pensamiento débil, Fuenterrabía, Hiru, 2003.
- Cuatro dramas en la brecha, La Havane, Éd. Alarcos (2003).
- El retorno de los intelectuales (co-écrit), Fuenterrabía, Hiru, 2004.

### Textes narratifs
- El Paralelo 38, Madrid, Horizonte, 1964.
- Las noches lúgubres, Madrid, Alfaguara, 1963
- Flores rojas para Miguel Servet, Madrid, Ribadeneyra, 1967.
- El lugar del crimen, Barcelone, Argos Vergara, 1982.
- Necrópolis, Madrid, Grupo Libro 88, 1994
- Historias de California, Fuenterrabía, Hiru, 1996